# إمامزادة إبراهيم (تشناران)
إمامزادة إبراهيم (بالفارسية: امامزاده ابراهیم) هي قرية تقع في قسم رادكان الريفي (مقاطعة تشناران) في إيران. يقدر عدد سكانها بـ 17 نسمة بحسب إحصاء 2016.